# Lex situs
Lex situs (tiếng Latinh) là một thuật ngữ để chỉ luật pháp nơi có tài sản cho các mục đích của xung đột pháp luật. Ví dụ, một tài sản có thể phải chịu thuế theo luật pháp nơi có tài sản đó
hay theo hiệu lực của luật nơi cư trú đối với chủ sở hữu tài sản này. Xung đột pháp luật là một nhánh của tư pháp quốc tế điều chỉnh mọi vụ việc pháp lý có sự tham gia của yếu tố "nước ngoài", trong đó các khác biệt về kết quả sẽ xảy ra, phụ thuộc vào việc hệ thống luật pháp nào được áp dụng. 

## Giải thích
Khi một vụ việc pháp lý được đưa ra trước tòa án và tất cả mọi đặc điểm, tính chất của nó mang tính chất địa phương, thì tòa án sẽ áp dụng nguyên tắc lex fori (luật tòa án- tức là luật hiện đang có hiệu lực tại khu vực đó), để ra phán quyết cho vụ việc. Nhưng nếu trong vụ việc này có các yếu tố "nước ngoài", thì tòa án phải có trách nhiệm lưu ý tới xung đột pháp luật để cân nhắc: 
- Tòa án có hay không có quyền tài phán để tiếp nhận và xem xét vụ việc (xem thêm vấn đề lựa chọn tòa án);
- Sau đó tòa án phải nêu ra các đặc trưng của các vấn đề, nghĩa là định vị nền tảng thực tế của vụ việc vào các lớp tương ứng của nó; và
- Áp dụng các quy tắc lựa chọn luật để quyết định luật nào sẽ được áp dụng đối với mỗi lớp pháp lý này.

Lex situs là một lựa chọn của quy tắc luật, được áp dụng để nhận dạng lex causae (luật nguyên nhân hay nguyên nhân luật) cho vụ việc, bao gồm các trường hợp về yêu sách đối với tài sản, quyền chiếm hữu và quyền sử dụng tài sản. Trong luật pháp, có hai dạng tài sản: 
- Bất động sản là đất đai hay công trình kiến trúc vĩnh cửu nào đó trên hay dưới mặt đất. Quyền sở hữu đất đai là một khía cạnh của hệ thống bất động sản trong các hệ thống luật Anh-Mỹ cũng như hệ thống dân luật (trong hệ thống dân luật và xung đột pháp luật của tư pháp quốc tế còn gọi là  tài sản không di chuyển được).
- Mọi tài sản khác được coi là tài sản cá nhân hay động sản trong các hệ thống luật Anh-Mỹ cũng như hệ thống dân luật (còn gọi là tài sản di chuyển được trong dân luật và xung đột pháp luật của tư pháp quốc tế), và loại tài sản này hoặc là hữu hình hoặc là vô hình, nghĩa là hoặc nó là tài sản về mặt tự nhiên là có thể sờ mó được, chẳng hạn như một chiếc máy tính, hoặc nó là các quyền có thể đem thi hành như sáng chế, phát minh hay các dạng sở hữu trí tuệ khác.

Nói một cách chính xác thì thuật ngữ lex situs chỉ được áp dụng cho các tài sản không di chuyển được còn lex loci rei sitae (luật nơi có vật) được sử dụng khi nói về luật pháp của situs (nơi) có tài sản di chuyển được nhưng sự phân biệt này hiện nay không còn phổ biến và nó đã bị bỏ qua đối với các mục đích trong các trang, bài về xung đột pháp luật tại Wikipedia. Đất đai theo truyền thống được coi là một trong số những dạng tài sản và sự giàu có tầm quan trọng kinh tế và văn hóa cao nhất trong xã hội. Do tầm quan trọng có tính chất lịch sử này nên điều quan trọng có tính chất thiết yếu là bất kỳ phán quyết nào có ảnh hưởng tới yêu sách, quyền chiếm hữu và quyền sử dụng dạng tài sản này phải làm sao để nó có thể được thi hành với ít trở ngại nhất. Vì thế, sự phù hợp với lex situs cần phải tạo ra sao cho phán quyết là in rem (quyền lực của phán quyết có thể thực thi được đối với tài sản). Sự lựa chọn các quy tắc luật pháp là như sau:
- Bất động sản, theo định nghĩa, không di chuyển được và vì thế việc nhận dạng lex situs sẽ không gặp phải vấn đề trong phần lớn các trường hợp;
- Do động sản có thể bị dịch chuyển, lex situs là luật pháp của nước trong đó động sản hiện diện tại thời điểm vụ việc pháp lý được tòa án đưa ra xem xét.